# James Zahn
James Charles Zahn (Chicago Heights, 23 ottobre 1976) è un attore, regista, sceneggiatore, musicista e produttore cinematografico statunitense.

## Biografia
Nel 1987, vince l'Illinois Young Author Award presentando il racconto breve The Little Champ. 
Nel 1989 filma la sua prima pellicola, trattasi del cortometraggio Art Attack; il filmato fu presentato ad una mostra scolastica.
Dopo essersi trasferito a Davenport (Illinois) nel 1992 iniziò a dedicarsi al via cavo. L'estate dello stesso anno inaugura il programma televisivo ZTV, il quale avrà, tra gli ospiti i Faith No More, i Megadeth e i Stone Temple Pilots.
Il programma si concluse durante la primavera del 1994 dopo 30 episodi, ospitando come ultimi i White Zombie.
A metà anni novanta fu cantante e chitarrista della rock band Odlid!. 
Egli lavora sporadicamente in serie televisive e film di targa Warner Bros., 20th Century Fox e Sony Pictures. Dal 1999 è sposato con Jennifer Zahn.
Oltre alla carriera cinematografica e musicale, egli è beneficiario della società tedesca Andreae Norris-Zahn AG, prima conosciuta come Zahn Drug Company.

## Filmografia

### Attore
- Gotham IL (2004)
- Ocean's Twelve (2004)
- Ultimate Fuse Gig: The VJ Search, serie televisiva (2005)
- Roll Bounce (2005)
- Prison Break (6 episodi), serie televisiva (2005-2006)
- 5-25-77 (2007)
- Attack of the Show, serie televisiva (2007)
- Lonely Joe (2009)

### Regista
- Deal., cortometraggio (2002)

### Sceneggiatore
- Deal., cortometraggio (2002)
- Gotham IL (2004)

### Produttore
- Deal., cortometraggio (2002)
- Gotham IL (2004)

## Discografia
- Aquanet (1992)
- Rockstarz (1995)
- Haywood's Mayhem (1996)
- Zoom (1996)
- Sock Monkey Records Presents Twisted America (1997)
- Blair Witchmix (2000)
- Darth Vader is a Real Cool Guy (2001) (vendita on-line su The Force)
- Remakes and Sequels (2004)